# 7月4日に生まれて
『7月4日に生まれて』（しちがつよっかにうまれて、原題: Born on the Fourth of July）は、1989年制作のアメリカ映画。ロン・コーヴィックの同名の自伝的小説（1976年）を映画化した作品で、ベトナム戦争を扱った戦争映画。

## 概要
オリバー・ストーンが監督し、ストーンとコーヴィックが脚本を書き、トム・クルーズ、キーラ・セジウィック、レイモンド・J・バリー、フランク・ホエーリー、ウィレム・デフォーらが出演している。
この映画は、コーヴィック (クルーズ) の生涯のうちの20年間ほどを描いている。本作は、ストーン監督によるベトナム戦争映画三部作の第二弾であり、『プラトーン』（1986年）に続き、『天と地』（1993年）が作られた。
主演のトム・クルーズは役作りのため、約1年間車椅子に乗って生活した。
第62回アカデミー賞で8部門にノミネートされ、監督賞、編集賞の2部門を受賞している。

## あらすじ
1957年、ロン（ロニー）は、ニューヨーク・ヤンキースが好きな普通の少年だった。彼の誕生日である7月4日はアメリカ独立記念日である。1961年、家族でジョン・F・ケネディ大統領の就任式をテレビで見たロンは、自由主義を守るために自己犠牲を尊ぶ演説に強い印象を受ける。そして母親は「ロンがいつか大統領のように立派な演説をする日が来る」と夢見るのだった。
1962年、ガールフレンドのドナをはじめ、幼馴染とともに地元のハイスクールに進学したロンは、レスリングに熱中し、トップに立つため厳しいトレーニングや減量を自分に課していた。しかし努力は実らず、試合で敗北してしまう。しばらく後、学校で行われた海兵隊のリクルーターによる説明に、ロンは強く惹かれる。キューバ危機にベトナム戦争と緊迫した情勢の中、愛国心に駆られたロンやティミーは友人の制止を無視し、アメリカ軍への入隊を決心する。ロンはドナをプロム（卒業パーティー）へと誘えないまま、入隊準備を口実にパーティーを欠席する。その夜、安全な任地を望む父親に対し、前線に行くことで国に貢献したいとロンは語り、母親もそれを肯定する。ロンは神に祈りを捧げると、意を決してパーティー会場に向かい、ドナと踊り甘美なキスを交わす。
1967年、海兵隊に入隊したロンはベトナム戦争に従軍し、今はウィルソンをはじめとする複数の部下を持つ軍曹となった。熾烈な戦いの中、誤って乳児を含む民間人を殺めたことにショックを受たロンは、さらにベトコンの攻撃を受けてパニックを起こし、ウィルソンを誤射して死なせてしまう。その夜、ロンは上官に誤射を告白するが、勘違いだと強く否定される。1968年1月、劣勢の中、遂にロン自身も踵を撃たれ、立ち上がったところでさらに銃弾に倒れる。野戦病院も大混乱で、医師の治療を待つ間、ロンは従軍牧師の祝福を受け、意識を失う。
ニューヨーク、ブロンクスの病院、そこは有色人種ばかりでギャンブルや違法薬物が蔓延し、ネズミも出る不衛生な場所だった。脊髄を損傷し、下半身不随となり身体障害者となったロンは人間らしからぬ介護を受けていた。アメリカで彼を待っていたものは、国を守る英雄としての賞賛の言葉ではなく、非難と嘲笑の嵐であり、ロンも怒りを露わにする。懸命のリハビリの甲斐なくロンの足は動かず、上半身の力だけで移動しようとし、かえって開放骨折の重傷を負って悪化させてしまう。ベトナム戦争の結果、医療費が圧縮されて満足な治療も受けられず、絶望の日々を過ごす。
1969年、ロンはようやく実家に帰ることができた。暖かく出迎える家族に対し、ベトナム帰還兵をゴミ屑のように扱う世間の目は冷たかった。その年の独立記念日、ロンもパレードに参加するが、ロンをはじめとした軍人たちには罵声や冷ややかな眼差しが向けられる。一方、式典では大絶賛され、ロン自身も勇ましい演説を行おうするが、戦場での記憶がフラッシュバックし最後まで喋ることが出来なかった。ティミーと再会したロンは、2人で戦場の思い出を語り合うが、お互いに心の傷を抱えていた。
1970年、ロンはシラキュースへ向かい、ドナと再会する。ドナはロンの負傷やソンミ村虐殺事件に衝撃を受け、今は反戦運動に参加していた。ケント州立大学での反戦デモにロンも初めて参加し、参加者が弾圧される姿に衝撃を受ける。
一転して「間違った戦争だった」と語るようになったロンは、次第に酒浸りの日々を送ることで精神を病み、ついに母親に不満をぶつける。過度な期待、信仰との矛盾、愛国心を煽り立てる政治家……。ロンは、家庭にも居場所を失い、父親の奨めるままにメキシコへと旅立った。
メキシコでの生活も自堕落なものだった。やがて帰還兵仲間との口論から、ロンは意を決してウィルソンの遺族、彼の両親と妻子に会いに行った。代々戦争に参加してきたことを誇りにするウィルソン家の話を聞いた後、混乱の中でロン自身がウィルソンを誤射して殺害してしまったことを涙ながらに伝える。ウィルソンの妻から、「私はあなたを許さないが、神は赦すだろう」と言われる。さらに、母親からは苦しみを理解される。
しばらくの後、ロンは車椅子を操って反戦運動に加わる。「今すぐ和平を」「ベトナムの兄弟を殺すな」「北爆を中止しろ」――、仲間と共に、シュプレヒコールを上げながら共和党大会に向けてデモ行進をする。1972年の再選を目指すリチャード・ニクソンへの指名が行われる中、ロンたちは激しい罵声を受け追い出されそうになるが、国を愛しているからこそ戦争に反対するロンの訴えは届かず、抗議運動は弾圧を受ける。ニクソンの「国のために戦った者へ敬意を」という言葉も虚しく響くのだった。
1976年、自著『7月4日に生まれて』（Born on the Fourth of July）を出版したロンは、民主党全国党大会で演説の機会を得る。真実を語ろうとする彼の姿を大勢の人が支援するのだった。

## キャスト
| 役名                                 | 俳優                                  | 日本語吹替 | 日本語吹替                                                                    | 日本語吹替                                                                                             |
| 役名                                 | 俳優                                  | VHS版      | テレビ朝日版                                                                  | DVD版                                                                                                  |
| ------------------------------------ | ------------------------------------- | ---------- | ----------------------------------------------------------------------------- | --- |
| ロン・コーヴィック                   | トム・クルーズ                        | 鈴置洋孝   | 山寺宏一                                                                      | 森川智之                                                                                               |
| ロンの父                             | レイモンド・J・バリー                 | 内田稔     | 池田勝                                                                        | 伊藤和晃                                                                                               |
| ロンの母                             | キャロライン・カヴァ                  | 谷育子     | 谷育子                                                                        | 竹村叔子                                                                                               |
| ドナ                                 | キーラ・セジウィック                  | 土井美加   | 小林優子                                                                      | 大坂史子                                                                                               |
| ティミー                             | フランク・ホエーリー                  | 大塚芳忠   | 古田信幸                                                                      | 椿基之                                                                                                 |
| スティーヴ・ボイエル                 | ジェリー・レヴィン                    | 江原正士   | 安原義人                                                                      | 蓮池龍三                                                                                               |
| チャーリー                           | ウィレム・デフォー                    | 江角英明   | 千田光男                                                                      | 世古陽丸                                                                                               |
| ヘイズ軍曹                           | トム・ベレンジャー                    | 石塚運昇   | 大塚明夫                                                                      | 水内清光                                                                                               |
| 若き日のロン                         | ブライアン・ラーキン                  | 亀井芳子   | 徳永浩之                                                                      | 山下亜矢香                                                                                             |
| 若き日のドナ                         | ジェシカ・プルネル                    |            |                                                                               | |
| ビリー・ヴォルソヴィッチ             | スティーヴン・ボールドウィン          |            | 小野健一                                                                      | 高木靖浩                                                                                               |
| トミー・コーヴィック                 | ジョシュ・エヴァンズ                  |            | 松本保典                                                                      | |
| レスリングのコーチ                   | リチャード・グルーシン                | 吉水慶     | 稲葉実                                                                        | |
| ジョーイ・ウォルシュ                 | リチャード・パネビアンコ              | 星野充昭   | 荒川太郎                                                                      | |
| 歩兵大佐                             | デイル・ダイ                          |            | 糸博                                                                          | 佐々木敏                                                                                               |
| ニュースレポーター                   | オリバー・ストーン                    | 稲葉実     |                                                                               | |
| バウワーズ軍曹                       | リチャード・ハウス                    |            | 沢木郁也                                                                      | |
| 海兵隊少佐                           | ジョン・ゲッツ                        | 吉水慶     |                                                                               | 福田信昭                                                                                               |
| 中尉                                 | デヴィッド・ウォーショフスキー        | 立木文彦   | 秋元羊介                                                                      | 後藤敦                                                                                                 |
| ビリー・ウィルソン                   | マイケル・コンポターロ                |            | 後藤敦                                                                        | |
| マルティネス                         | ジェイソン・ゲドリック                |            |                                                                               | |
| ドッグ                               |                                       | 沢木郁也   | 広瀬正志                                                                      | |
| 従軍牧師                             | R・D・コール                          |            | 増岡弘                                                                        | 佐々木敏                                                                                               |
| 兵士                                 | ウィリアム・ボールドウィン            |            |                                                                               | |
| 医者                                 | ボブ・ガントン                        | 加藤正之   | 牛山茂                                                                        | 佐々木敏                                                                                               |
| 医者                                 | マーク・ローゼス                      |            |                                                                               | 横堀悦夫                                                                                               |
| 看護師ワシントン                     | ビリー・ニール                        | さとうあい |                                                                               | |
| 理学療法士ウィリー                   | ロッキー・キャロル                    |            | 荒川太郎                                                                      | |
| マーヴィン                           | コーキー・フォード                    | 辻親八     |                                                                               | 後藤敦                                                                                                 |
| フランキー                           | リチャード・ポー                      | 田原アルノ | 広瀬正志                                                                      | |
| エディ                               | ウィリー・マイナー                    | 稲葉実     |                                                                               | 江川央生                                                                                               |
| 軍団長                               | エド・ローター                        | 吉水慶     | 有本欽隆                                                                      | 石井隆夫                                                                                               |
| ビリヤードの男#1                     | マイク・スター                        |            | 広瀬正志                                                                      | 福田信昭                                                                                               |
| ビリヤードの男#2                     | ボー・スター                          |            | 筈見純                                                                        | 佐々木敏                                                                                               |
| 売春婦マリア・エレナ                 | ヴィヴィカ・A・フォックス             | 一城みゆ希 | 種田文子                                                                      | |
| 退役軍人#1                           | トム・サイズモア                      |            | 沢木郁也                                                                      | 加藤亮夫                                                                                               |
| 退役軍人#2                           | アンドリュー・ラウアー                |            |                                                                               | |
| 退役軍人#3                           | マイケル・ウィンコット                | 立木文彦   |                                                                               | |
| ジェイミー・ウィルソン               | リリ・テイラー                        | 安達忍     | 叶木翔子                                                                      | |
| ウィルソンの父                       | トニー・フランク                      | 加藤正之   |                                                                               | 福田信昭                                                                                               |
| ウィルソンの母                       | ジェーン・ヘインズ                    |            |                                                                               | |
| 民主党大会の職員#1                   | ジョン・C・マッギンリー               | 石塚運昇   |                                                                               | |
| 民主党大会の職員#2                   | ウェイン・ナイト                      | 江角英明   |                                                                               | |
| ジョン・F・ケネディ大統領(記録映像)  | ジョン・F・ケネディ大統領(記録映像)   |            | 田原アルノ                                                                    | |
| リチャード・ニクソン大統領(記録映像) | リチャード・ニクソン大統領(記録映像)  |            | 稲葉実                                                                        | |
| パレードの退役軍人                   | ロン・コーヴィック （クレジットなし） |            |                                                                               | |
| 日本語版その他出演                   |                                       |            | 細井重之 藤生聖子 池本小百合 瀬能礼子 喜田あゆ美 藤原啓治 磯辺万沙子 岡村明美 | 前島貴志 根本泰彦 吉田裕秋 柴山平和 中西陽介 永吉京子 田中一永 倉持良子 御子柴明子 新井里美 谷井あすか |
| 日本語吹替版制作スタッフ             |                                       |            |                                                                               | |
| 演出                                 |                                       |            | 伊達康将                                                                      | 中野洋志                                                                                               |
| 翻訳                                 |                                       |            | たかしまちせこ                                                                | 久保喜昭                                                                                               |
| 調整                                 |                                       |            | 中村光宏                                                                      | |
| 効果                                 |                                       |            | 佐藤良介                                                                      | |
| 制作                                 |                                       |            | 東北新社                                                                      | ACクリエイト                                                                                           |
| プロデューサー                       |                                       |            | 山田ゆみ子                                                                    | |

- VHS版：1990年9月28日CIC・ビクター発売のVHSに収録。初期に発売されたDVDのパッケージにはVHS版の吹替キャストが明記されているが、実際は吹替未収録。
- テレビ朝日版：初回放送1993年12月5日『日曜洋画劇場』21:02-23:24
- DVD版：2005年2月25日発売のスペシャル・エディションに収録

※2021年11月10日発売の「ユニバーサル 思い出の復刻版 ブルーレイ」には、DVD版とテレビ朝日版の両方の吹き替えを収録。

## 音楽
- サウンドトラックアルバム - ジョン・ウィリアムズによるプロデュース、作曲、指揮、1989年12月19日リリース。

## 主な受賞歴
- アカデミー賞（1989年）
  - 監督賞：オリバー・ストーン
  - 編集賞：デヴィッド・ブレナー、ジョー・ハッシング
- ゴールデングローブ賞（1989年）
  - 男優賞（ドラマ部門）：トム・クルーズ
  - 監督賞：オリバー・ストーン
  - 脚本賞：オリバー・ストーン、ロン・コーヴィック
  - 作品賞

## 批評
全米の映画評論は本作品を絶賛した。映画評論のウェブサイト「Rotten Tomatoes」は37のレビューのうち90%が本作品に好意的な評価を下していると発表した。
その一方、批判も存在する。著名な映画評論家のジョナサン・ローゼンバウムは本作品に対する批評において、「B級映画につきものの陳腐な結末、至る所にちりばめられたわざとらしい盛り上げシーン、障害者となり人生に絶望したベトナム帰還兵のトラウマが自伝を著し有名人になっただけで克服できるという嘘くさいメッセージ」について指摘している。「ワシントン・ポスト」のハル・ヒンソンは本作品を「非理性的で、高圧的で、共感を覚えることの出来ない作品」としている。「ロザンゼルス・タイムズ」のシーラ・ベンソンは「オリバー・ストーンは『プラトーン』を監督したときの感性を失ってしまったのだろう」と評し、そして同記事で「誇張」「過剰殺戮」「弱者いじめ」という用語を用いている。

## その他
本作のベトナム戦争従軍時のシーンでロンが着用している腕時計、タイメックス社の“サファリ”（TIMEX Safari）は、その独特のデザインと、人気俳優であるトム・クルーズが着用していたという話題性もあり、映画公開直後から日米を中心に大ヒットとなった。
しかし史実では、タイメックス社の腕時計自体はベトナム戦争当時にも軍用制式として用いられてはいるものの、“サファリ”は1980年代に発売されたモデルであり、作中の設定年代である1967–68年には存在していない。

## 原作
- ロン・コビック『7月4日に生まれて』日高義樹 訳、集英社、東京〈集英社文庫〉、1990年1月25日。ISBN 978-4-087-60177-0。